# Искья-Кастро
Искья-ди-Кастро (итал. Ischia di Castro) — коммуна в Италии, располагается в регионе Лацио, подчиняется административному центру Витербо.
Население составляет 2464 человека (на 2001 г.), плотность населения составляет 23,53 чел./км². Занимает площадь 104,73 км². Почтовый индекс — 01010. Телефонный код — 0761.
Покровителем коммуны почитается святой мученик Эрмет Римский. Праздник ежегодно празднуется 28 августа.